# Krąg (województwo pomorskie)
Krąg – wieś kociewska w Polsce położona w województwie pomorskim, w powiecie starogardzkim, w gminie Starogard Gdański przy trasie zawieszonej linii kolejowej Starogard Gdański-Skarszewy. 
W latach 1975–1998 miejscowość administracyjnie należała do województwa gdańskiego.

## Zabytki
Według rejestru zabytków NID na listę zabytków wpisany jest kościół ewangelicki, obecnie rzymskokatolicki parafialny pw. Wniebowzięcia NMP, 1905-07, nr rej.: A-1674 z 23.09.1998.
We wsi znajduje się także pałac z 1854 r. oraz park podworski. Przy drodze prowadzącej do Starogardu leży zabytkowy cmentarz ewangelicki z II połowy XIX wieku. Został zamknięty w 1945 r. Najstarszy zachowany nagrobek pochodzi z 1912 roku.